# Lipno (Niemodlin)

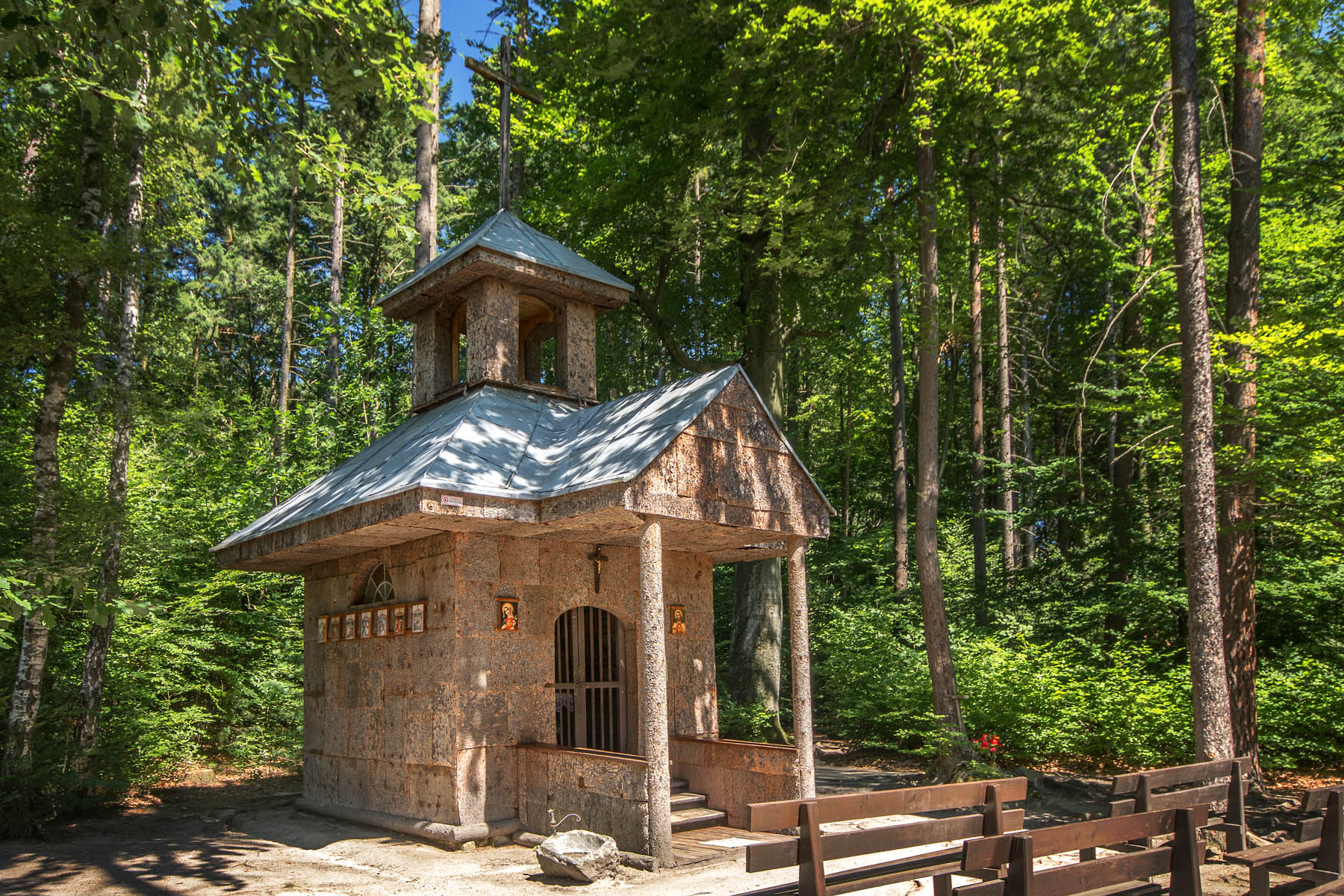
Waldkapelle aus dem 18. Jahrhundert

Lipno (deutsch Lippen) ist ein Ort in der Stadt- und Landgemeinde Niemodlin im Powiat Opolski, der Woiwodschaft Opole in Polen.

## Geographie
Das Straßendorf Lipno liegt vier Kilometer südlich von Niemodlin (Falkenberg) und etwa 26 Kilometer südwestlich von Opole (Oppeln) in der Nizina Śląska (Schlesische Tiefebene). Westlich liegt das Arboretum Lipno, das zum Natur- und Landschaftsschutzgebiet Lipno gehört.
Nachbarorte von Lipno sind Jaczowice (Jatzdorf), nordwestlich Brzęczkowice (Springsdorf). im Nordosten Wydrowice (Weiderwitz) und im Südosten Tułowice (Tillowitz).

## Geschichte
In dem Werk Liber fundationis episcopatus Vratislaviensis aus den Jahren 1295–1305 wird der Ort erstmals als Lypno erwähnt. In der frühen Neuzeit war der Ort Lippen kaum bewohnt. 1534 wird der Ort als „ein fast wüst liegendes“ Kammergut beschrieben. 1568 wurde durch die Herrschaft Falkenberg im Ort ein Vorwerk errichtet.
Nach dem Ersten Schlesischen Krieg 1742 fiel Lippen mit dem größten Teil Schlesiens an Preußen. 1783 zählte das Dorf 43 Einwohner sowie ein Vorwerk und vier Gärtnerhäuser.
1801 wurde das Vorwerk aufgelöst. An dessen Stelle wurden 40 Siedlerstellen angelegt. Die Siedler stammten größtenteils aus dem Landkreis Strehlen in Niederschlesien. 1845 bestanden im Dorf eine Försterei, ein chinesisches Sommerhaus sowie 39 Häuser. Im gleichen Jahr lebten in Lippen 245 Menschen, davon 62 evangelisch. 1855 lebten 212 Menschen im Ort. 1865 zählte das Dorf 24 Gärtner- und einen Häusler. Die Schule wurde im gleichen Jahre von 87 Schülern besucht. 1874 wurde der Amtsbezirk Schloss Falkenberg gegründet, welcher aus den Landgemeinden Czeppanowitz, Guschwitz, Jatzdorf, Lippen, Petersdorf, Roßdorf, Springsdorf und Weschelle und den Gutsbezirken Czeppanowitz, Falkenberg, Schloß, Guschwitz, Jatzdorf, Lippen, Petersdorf, Roßdorf, Springsdorf und Weschelle bestand. 1885 zählte Lippen 195 Einwohner.
1933 lebten in Lippen 212 Menschen. Im Jahr 1934 eröffnete nördlich von Lippen, an der Straße in Richtung Falkenberg, das Strandbad Lippen. Das Schwimmbad wurde 1935 teilweise von Schwimmern genutzt, die für die Olympischen Spiele 1936 trainierten. Im Jahr 1939 zählte das Dorf 200 Einwohner. Bis Kriegsende 1945 gehörte der Ort Lippen zum Landkreis Falkenberg O.S.
Am 25. Januar 1945 wurde das Dorf geräumt, kurz bevor die Rote Armee das Dorf einnahm. Danach kam der bisher deutsche Ort Lippen unter polnische Verwaltung und wurde in Lipno umbenannt. Am 24. Oktober wurde die verbliebene deutsche Bevölkerung in das Internierungslager Lamsdorf gebracht. Hier fanden mindestens 20 Menschen aus Lippen den Tod. Im Juni 1946 wurde die restliche deutsche Bevölkerung ausgewiesen. 1950 kam der Ort zur Woiwodschaft Oppeln. 1999 kam der Ort als Teil der Gmina Niemodlin zum wiedergegründeten Powiat Opolski.

## Sehenswürdigkeiten

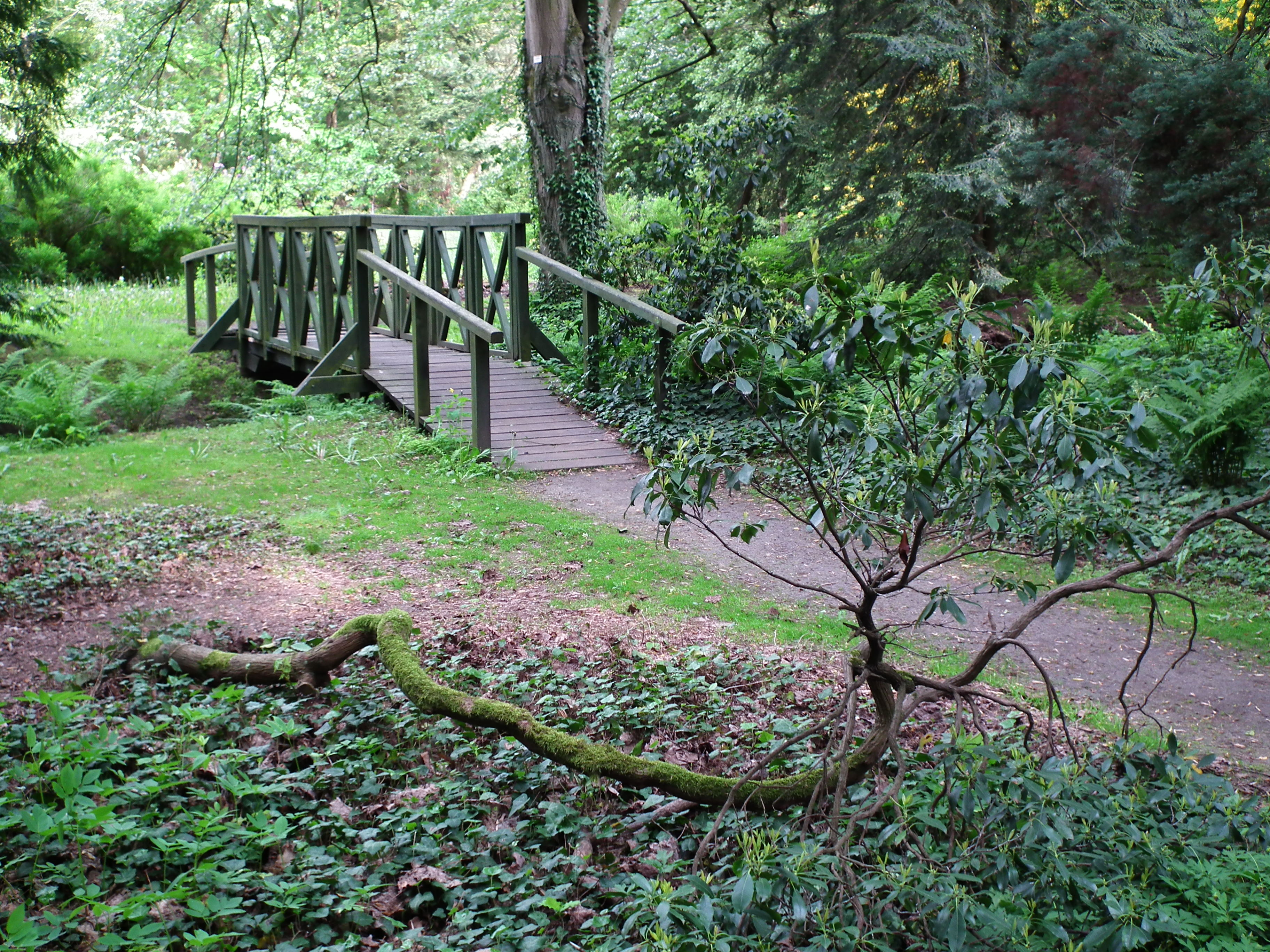
Arboretum Lipno

### Arboretum Lipno
Der dendrologische Garten in Lipno wurde 1783 von Johann Karl Nepomuk von Praschma, dem Besitzer des Schlosses Falkenberg, gegründet. Der Park besitzt eine Größe von 4,18 Hektar und wird von der Oberförsterei in Tillowitz verwaltet. Der Park zählt zu den wärmsten Orten im Oppelner Land mit einer durchschnittlichen Jahrestemperatur von 8,6 °C. Die lässt den Erhalt und Wachstum exotischer Pflanzen zu, die aus Nordamerika, Asien und Südeuropa stammen. Darunter zu finden sind Azaleen, die Koreanische Berberitze, die Kanadische Hemlocktanne, Mahonien, amerikanische Tulpenbäume und viele mehr. Im Arboretum befinden sich eine Vielzahl von Lehrpfäden und Informationstafeln.

### Weitere Sehenswürdigkeiten
- Waldkapelle aus dem 18. Jahrhundert – steht seit 1966 unter Denkmalschutz[10]
- Schwimmbad Lippen von 1934
- Wegekapelle auf der Höhe des Hauses Nr. 21
- Falkenberger Tor – neogotisches Eingangstor zum Arboretum Lipno